# Тридекацинкрубидий
Тридекацинкрубидий — бинарное неорганическое соединение, интерметаллид рубидия и цинка с формулой RbZn13, кристаллы.

## Получение
- Сплавление стехиометрических количеств чистых веществ:

{\displaystyle {\mathsf {Rb+13Zn\ {\xrightarrow {420^{o}C}}\ RbZn_{13}}}}

## Физические свойства
Тридекацинкрубидий образует кристаллы
кубической сингонии,
пространственная группа F m3c,
параметры ячейки a = 1,2420 нм, Z = 8,
структура типа натрийтридекацинка NaZn13
.
Соединение разлагается при температуре ≈420°C .